# Туманович, Якуб Валериан
Якуб Валериан Туманович (пол. Jakub Walerian Tumanowicz; 14 июля 1714, Станиславув (ныне Ивано-Франковск, Украина) — 2 сентября 1798, Львов, Австрийская империя) — священнослужитель, архиепископ львовский армянской католической церкви (1783—1798).

## Биография
Родился в семье армянина. Крещён в Каменец-Подольском. Обучался в Папском коллегиуме театинцев во Львове. Рукоположён в священники для служения во Львовской архиепархии. Служил викарием армянского кафедрального собора, затем — прелатом. Талантливый проповедник. Сохранились опубликованные в печати две его проповеди, произнесённые в 1751 году по случаю коронации образа Богоматери Победной Львовской в доминиканской церкви (Львов, 1754 г.).
1 июня 1771 г. избран епископом-коадъютором львовской Архиепархии армянской католической церкви с правом наследования. 16 декабря того же года утверждён папой Климентом XIV.
После смерти Архиепископа Якуба Стефана Августиновича в 1783 г. назначен Святым Престолом архиепископом латинским львовским армянского обряда.
При нём австрийские власти после первого раздела Речи Посполитой провели ряд изменений в структуре львовской Архиепархии армянской католической церкви: в 1784 г. был ликвидирован Папский коллегиум театинцев во Львове, закрыты и разобраны армянские церкви св. Креста и св. Анны, количество приходов сокращено с 18 до 8. Армянская школа бенедектинок во Львове в 1785 г. стала светской и получила публичные права. В 1791 г. все армянские банки были объединены в один «Mons Pius».
Несмотря на это, будучи главой вверенной ему Архиепархии, Туманович занимался постройкой новых церквей, в 1791 г. освятил церкви в Каменце-Подольском, Могилёве-Подольском, Рашкове, Жванце, Бережанах и др. За счёт собственных средств заказал изготовление 2-х колоколов для львовского армянского кафедрального собора, соорудил колокольню в с. Лисец (ныне Ивано-Франковская область), отремонтировал и построил жильё для священников во Львове и Каменце-Подольском.